# Orda-Horde
Orda-Horde (tatarisch: Urda-Ulus; mongolisch: Orda-Ulus) war der Name eines mongolischen Nomadenreiches, das seit 1242 zu den Apanagen (Teilherrschaften) der Goldenen Horde gehörte. Ihre Khane gehörten selbst zu den Dschingisiden und als solche erkannten sie um 1300 nach den Überlieferungen Raschid ad-Dins die ihnen übergeordneten Khane de jure an, indem sie deren Namen an den Anfang ihrer Erlässe setzten. De facto agierten die Fürsten der Orda-Horde politisch äußerst autonom und suchten die Khane an der Wolga praktisch nie auf.
Im ausgehenden 15. Jahrhundert wurde das Khanat der Orda-Horde aufgelöst, entlang der Linie Irtysch―Balchaschsee zwischen der Weißen Horde und dem Tschagatai-Khanat aufgeteilt und in deren Reichen eingegliedert.

## Namensherkunft, Umfang und Stammesstruktur
Der Name „Orda-Horde“ leitet sich vom Namen des Gründers, Orda Khan, ab. Dieser war der älteste Sohn des Dschötschi und damit ein Enkel des Mongolenfürsten Dschingis Khan. Wie alle nomadisch geprägten Steppenreiche Zentralasiens wurde das Khanat nicht durch klare und feste Grenzen definiert. Im Wesentlichen umfasste es das nördliche Westsibirien. Die natürliche Grenze zwischen der Orda-Horde und dem westlich gelegenen Khanat Kiptschak bildete das Uralgebirge und im Osten wurde eine kurze Grenzlinie der Horde zwischen dem Reich des Großkhans und des Tschagatai-Khanat durch den Ob gebildet. Die Südgrenze zur benachbarten Weißen Horde bestand aus weiten Steppenland und war offen. Die Bewohner der Orda-Horde bestanden überwiegend aus Nomaden verschiedener Herkunft und waren in Stämme und Clans organisiert. Ein Teil von ihnen war turksprachig und bestanden aus Kimek sowie Quangli, die vor der mongolischen Eroberung eigene Reiche besaßen. Weitere Namen wie Türk, Quangli, Qarluq, Uighur, Dschalair, Naiman, Chitai, Tatar, Moghul, Barlas und Merkit zeugen davon, dass im Khanat der Orda-Horde verschiedenste turk-mongolische Gruppen vereint waren. Als Vertreter der nicht turksprachigen Bevölkerungsgruppen seien hier die Ostjaken aufgeführt.

## Verhältnis der Orda- zur Weißen Horde
Das Verhältnis zwischen beiden benachbarten Khanaten war zwiespältig und von Rivalität um das knappe Weideland bestimmt. So wird vielfach das Orda-Khanat als „Weiße Horde“ bezeichnet. Doch wird dieser Begriff überwiegend auf Shibani Khan und dessen Familie bzw. auf dessen Machtbereich angewendet. Da die Grenzen beider Khanate jedoch fließend waren, dürfte diese Gleichsetzung durchaus ihre Berechtigung gehabt haben. Im ausgehenden 13. und beginnenden 14. Jahrhundert dominierte das Khanat der Orda-Horde die Region. Doch im 15. Jahrhundert hatte sich das Verhältnis der Horden untereinander verändert und nun besaß die Weiße Horde die Vormachtstellung unter den Nomaden der nördlichen Steppen.

## Geschichte
Seine Wurzeln hatte das Khanat der Orda-Horde in dem um 1218 errichteten Ulus Dschötschi. Bereits 1207 hatte Dschingis Khans ältester Sohn Dschötschi seinen Herrschaftsbereich formal vom Gesamtreich abgetrennt und agierte autonom in diesem.
Nach dem Europafeldzug der Mongolen entstanden durch die Splittung des Ulus Dschötschi sowohl das Khanat der Orda- als auch das Khanat der Weißen Horde. Daneben entstanden im Osten auch das Reich des Großkhans, das das Stammland, die Mongolei, und China umfasste und im Süden das turkestanische Tschagatai-Khanat. Östlich vom Tschagatai-Khanat und an diesem angrenzend existierte noch das kleine aber einflussreiche Ögedei-Khanat. Dieses stritt sich lange um die Vorherrschaft in Turkestan und es übernahm ebenfalls die Bezeichnung „Ulus Tschagatai“, um seine Ansprüche auf das eigentliche Khanat Tschagatei zu untermauern. In der Folgezeit wurden beide Khanate vereinigt und der Streit zwischen den Dynastien beigelegt.
Mit Orda hatte das Khanat ihren ersten Fürsten. Über die Geschichte des Khanates ist über die Zeitspanne des 13. und 14. Jahrhunderts nur wenig bekannt. Das wenig bekannte dieses Khanates, mit oft widersprüchlichen Informationen, verdankt die Nachwelt vor allem Raschid ad-Din (um 1303), Abulfeda (um 1315), Natanzi (um 1414), Ötemish Hajji (1550er), Ghaffari (um 1565), Haydar Razi (um 1618), Abu’l-Ghazi (frühe 1660er), ferner Munedschimbaschi (1670er) und Abdul Ghaffar (um 1744). Das Khanat finanzierte sich laut Marco Polo vor allem über die typischen Produkte Sibiriens wie Pelze oder Falken. Zudem besaß es zeitweise einige Handelsstädte am Syrdarja.
Diplomatische Beziehungen zu Persien (Ilchanat) und China (Yuan-Dynastie) unterhielt das Khanat unter den Fürsten Qonichi  († 1301) und Bayan († 1310). Um 1303 zeugen von dem persischen Chronisten Raschid ad-Din beschriebene Thronstreitigkeiten von einer weitgehenden Selbständigkeit der Horde. Dabei musste Qonichis Sohn Bayan den Thron jahrelang gegen einen Vetter verteidigen, schaffte es aber nicht ohne Einflussnahme Tohtu Khans (reg. 1291–1312).

1357 zeichnete sich mit dem Tod Jani Begs langsam der Niedergang der Blauen Horde ab. Die Fürsten Urus († 1376) und Toktamisch († 1406/07) griffen massiv in die Thronstreitigkeiten der Blauen Horde ein. Unter ihnen wurden um ca. 1380 die Blaue mit der Orda-Horde vereinigt und dieses Gesamtkhanat erhielt später die Bezeichnung Goldene Horde. Ob Urus und Toktamisch der Abstammungslinie Ordas entstammen, gilt heute als umstritten.
Im 15. Jahrhundert stiegen langsam die Scheibaniden zur aufstrebenden Macht auf, die sich von Shibani Khan ableiteten. Im Kampf um die Vorherrschaft über die Steppennomaden hatte ein Dschingiskhanide namens Koirigaq Oglun begonnen, diese in einem neuen Khanat zu vereinen. Dieser Vorläufer des Kasachen-Khanat, das später als ersten Fürsten den Dschingiskhaniden Qasym Khan hatte, wurde von den benachbarten Scheibaniden 1428 zerschlagen. Auch das Gebiet der Orda-Horde wurde aufgelöst und dieses zwischen der Weißen Horde und dem Tschagatai-Khanat aufgeteilt.

## Fürstenliste Orda-Horde und ihrer Nachfolger
(Einige Datierungen schwanken aufgrund der mangelnden Quellenlage.)
- Orda 1227–125? (Sohn von Dschötschi)
- Qongqiran (Sohn Ordas, laut Raschid ed Din, schon für 1251 erwähnt)
- Qonichi ca. 1277–1301 (laut Raschid ed Din Sohn Sartaqtais, Enkel Ordas. Er wird sogar von Marco Polo bzw. einem seiner Ghostwriter erwähnt.)
- Bayan ca. 1298–1309/10 (Sohn Qonichis)
  - Prätendent: Kuilek um 1300 (ein anderer Urenkel Ordas)
- Sasibuka 1310–1320 (Sohn Bayans)
- Irzan (laut Natanzi Sohn Sasibukas, Regierungszeit nach Natanzi 1320–1344/5)
- Mubarek Khoja (laut Natanzi Sohn Irzans, regierte nach Natanzi nur im Jahr 1344/5, nach Munedschimbaschi aber 1320–1344/5)[1]
- Chimtai 1345–1361 (laut Natanzi Sohn Irzans)
- Ordu Melik 1360–1362 (laut Natanzi Bruder Cimtays)
- Urus Khan[2] 136?–1376
- Toqtaqiya 1376–1377 (Sohn von Urus)
- Temür Malik 1377 (Sohn von Urus)
- Toktamisch Khan[3] 1378–1395 (gest. 1406/7)
- Koirijaq Oglun 1394–1422 (Sohn von Urus)
- Baraq 1422–1428 (Sohn Koirijaq Ogluns)
- Kerei und Janibek (Söhne von Baraq, um 1450 die Erneuerer des Kasachen-Khanats)